# Крушчич, Милош
Ми́лош Кру́шчич (серб. Милош Крушчић, Miloš Kruščić; род. 3 октября 1976, Белград) — югославский и сербский футбольный защитник, тренер. С 2001 по 2007 год выступал за российский клуб «Ростов». В 2001 году вызывался в сборную Югославии по футболу, провёл за неё 2 матча. 30 июня 2003 года сыграл за сборную легионеров чемпионата России.

## Карьера
Воспитанник футбольной школы белградского «Партизана» с 1985 по 1995 год. Начинал профессиональную карьеру в белградских клубах «Раднички» и «Палилулац». В 1998 году перешёл в «Спартак» (Суботица), а в 1999 году в «Земун». В 2001 году перешёл в российский «Ростов», за который провёл 167 матчей на протяжении 6 сезонов. Являлся одним из лидеров команды. Лучшим достижением в российской команде является выход в финал Кубка России 2002/03.
Вызывался в сборную Югославии, за которую провёл два не признанных ФИФА товарищеских матча.
После завершения контракта в 2007 году решил завершить карьеру футболиста и стать тренером. Работал в качестве эксперта на сербском телевидении. В рамках обучения тренерской профессии проходил стажировку в «Ростове».
Среди легионеров из бывшей Югославии Милош Крушчич является лидером по количеству проведённых матчей в чемпионате России.